# Katarzyna Kobylarczyk
Katarzyna Kobylarczyk (nacida en 1980 en Cracovia) es una reportera y escritora polaca.

## Trayectoria
Entre 2002 y 2008 trabajó como periodista en Dziennik Polski. Publicó artículos en Gazeta Wyborcza, Polityka, Tygodnik Powszechny y National Geographic Traveler. También publicó en las revistas mensuales Lodołamacz –publicada por el teatro Łaźnia Nowa– y Nowa Fantastyka. 
Debutó como escritora en 2009 con la novela Baśnie z bloku cudów. Reportaże nowohuckie.  Entre 2012 y 2016, cooperó con el Instituto de Cultura de Pequeña Polonia y escribió libros publicados como parte de los Días del Patrimonio Cultural de Pequeña Polonia. En esta etapa, escribió los libros W tym sęk (2012), Wejdź na szlak (2012), Wielki wybuch (2014), Był sobie czas (2015) y Wszystko płynie (2016).
Ha vivido en España durante años, habla español y ha escrito varios reportajes sobre España. En 2013, publicó Pył z landrynek. Hiszpańskie fiesty, sobre las fiestas españolas. En mayo de 2020 su libro sobre la guerra civil española Strup. Hiszpania rozdrapuje rany («Costra. España hurga en sus heridas»), publicado por la editorial Czarne, fue galardonado con el premio Ryszard Kapuściński de Reportaje Literario.

## Premios
- 2004: Premio Pera de Oro (Zielona Gruszka)
- 2006: Premio del semanario Angora a los mejores periodistas de la prensa regional en 2006 por el artículo Szahada sobre las relaciones polaco-árabes.[13]
- 2006: Premio a la diversidad, contra la discriminación[13]
- 2020: Premio Ryszard Kapuściński de Reportaje Literario[11][8]